# شیو کومار سارین
شیو کومار سارین (انگلیسی: Shiv Kumar Sarin؛ زادهٔ ۲۰ اوت ۱۹۵۲) نویسنده و پزشک اهل هند و از استادان دانشگاه دهلی است.